# 97
97（九十七、きゅうじゅうしち、きゅうじゅうなな、ここのそじあまりななつ）は自然数、また整数において、96の次で98の前の数である。

## 性質
- 97は25番目の素数である。1つ前は 89、次は 101。
  - 2桁の整数では最大の素数である。1つ前の1桁は7、次の3桁は997。(オンライン整数列大辞典の数列 A003618)
  - 約数の和は98。
- 97、907、 9007、90007、900007 はいずれも素数である。9000007 は 277 × 32491 となる合成数である。(オンライン整数列大辞典の数列 A100998)
- 10進数表記において前後の数字を入れ替えても素数になる8番目のエマープである。(97 ←→ 79) 1つ前は79、次は107。
- 8番目のオイラー素数である。1つ前は83、次は113。
- 7 と 9 を使った2番目の素数である。1つ前は79、次は797。(オンライン整数列大辞典の数列 A020471)
  - 97…7 の形の最小の素数である。次は977。(オンライン整数列大辞典の数列 A093944)
  - 9…97 の形の最小の素数である。次は997。(オンライン整数列大辞典の数列 A093172)
- (p, p + 4, p + 6, p + 10, p + 12)が素数になる2番目の素数 p である。1つ前は7、次は1867。(オンライン整数列大辞典の数列 A022007)
- 素数と前の素数89の間隔(8)が以前の数よりも大きくなる5番目の素数である。1つ前は23-29(間隔は6)、次は113-127(間隔は14)(A002386-A000101)
- π4 = 97.409091…を小数点以下第1位で四捨五入すると、97になる。
- 97 = 24 + 34
  - 連続素数の4乗和で表せる数である。1つ前は16、ただし連続と考えると最小、次は722。
  - n = 4 のときの 2n + 3n の値とみたとき1つ前は35、次は275。(オンライン整数列大辞典の数列 A007689)
    - 2n + 3n で表せる4番目でかつ最大の素数と考えられている。1つ前は13。(オンライン整数列大辞典の数列 A082101)

  - n = 2 のときの n4 + (n + 1)4 の値とみたとき1つ前は17、次は337。(オンライン整数列大辞典の数列 A008514)
    - n4 + (n + 1)4 で表せる2番目の素数である。1つ前は17、次は337。(オンライン整数列大辞典の数列 A152913)

  - n からの n 連続整数の4乗和で表せる数である。１つ前は1、次は962。(オンライン整数列大辞典の数列 A262925)
  - 97 = 42 + 92
    - 異なる2つの平方数の和で表せる28番目の数である。1つ前は90、次は100。(オンライン整数列大辞典の数列 A004431)
    - n = 2 のときの 4n + 9n の値とみたとき1つ前は13、次は793。(オンライン整数列大辞典の数列 A074614)

  - 97 = 34 + 42
    - 3n + n2 で表せる2番目の素数である。1つ前は13、次は59149。(オンライン整数列大辞典の数列 A075899)
- 3連続素数の和で表せる10番目の数である。1つ前は83、次は109。
97 = 29 + 31 + 37
  - 3連続素数の和で表せる7番目の素数である。1つ前は83、次は109。
- 各位の和が16になる3番目の数である。1つ前は88、次は169。
  - 各位の和が16になる数で素数になる2番目の数である。1つ前は79、次は277。(オンライン整数列大辞典の数列 A106757)
- 1/97 = 0.010309278350515463917525773195876288659793814432989690721649484536082474226804123711340206185567… (下線部は循環節で長さは96)
  - 最初の数字の並び (01 03 09 27) は3の累乗数になっている。
  - 逆数が循環小数になる数で循環節が96になる最小の数である。次は194。
    - 2桁の整数の逆数の中では最長の循環節をもつ。

  - 循環節が n になる最小の数である。1つ前の95は191、次の97は12004721。(オンライン整数列大辞典の数列 A003060)
  - 循環節が n − 1 である巡回数を作る9番目の素数である。1つ前は61、次は 109。
- 97 = 3 × 25 + 1
  - 13番目のプロス数である。1つ前は81、次は113。
    - 6番目のプロス素数である。1つ前は41、次は113。

  - 97 = 25 × 31 + 1より、10番目のピアポント素数である。1つ前は73、次は109。(オンライン整数列大辞典の数列 A005109)
- 97 = 52 + 62 + 62
  - 3つの平方数の和1通りで表せる44番目の数である。1つ前は96、次は104。(オンライン整数列大辞典の数列 A025321)
- 97 = 8 × 24 − 8 × 22 + 1
  - x = 2 のときの チェビシェフ多項式T4(x) = 8x4 − 8x2 + 1 の値とみたとき1つ前は1、次は577。(オンライン整数列大辞典の数列 A144130)

## その他 97 に関すること
- 年始から数えて97日目は4月7日、ただし閏年の場合は4月6日。
- 原子番号 97 の元素はアクチノイドのバークリウム (Bk)。
- 第97代天皇は後村上天皇である。
- 第97代ローマ教皇はステファヌス4世（在位：816年～817年1月24日）である。
- 日本の第97代内閣総理大臣は安倍晋三である。
- グレゴリオ暦では400年ごとに97回の閏年がある。これは西暦年数が100の倍数の年で400の倍数でない年は、4の倍数の年だが閏年でないからである。
- JR東海キヤ97系気動車は東海旅客鉄道（ＪＲ東海）の事業用気動車の一系列。
- 私鉄沿線97分署はテレビ朝日系列で放映されたドラマ。
- クルアーンにおける第97番目のスーラはみいつである。